# Октябрьская линия
Октябрьская линия — перспективная линия Новосибирского метрополитена. На схемах планируется обозначение жёлтым цветом и числом .
Трасса линии пройдёт с севера на юг правобережья — через Заельцовский, Калининский, Дзержинский и Октябрьский районы города Новосибирска.

## История
На основании Постановления Совета Министров СССР от 30 марта 1981 года № 312 институтом Новосибирскметропроект разработана и утверждена Правительством откорректированная Генеральная схема развития метрополитена, по которой метрополитен состоит из пяти линий общей протяжённостью 91,4 км. Согласно этой схеме одна из пяти линий — Октябрьская имеет 10 станций и общую протяжённость 21,2 км.

## Описание
Линия начнётся с жилмассива Родники, где будет пересадка на Ленинскую линию. Трасса линии пройдёт по территории жилмассивов Родники, Снегири, Юбилейного, Учительскогого, на станции Чкаловской будет пересадка на Первомайскую линию, на следующей станции будет пересадка на станцию Доватора Дзержинской линии, потом через Плющиху, в Октябрьский район, где будет конечная станция и пересадка на Первомайскую линию. См. старую схему развития 1996 года:  и более современную: 
Также см. схему «Развитие сети городского транспорта» — из Генерального плана Новосибирска до 2030 года: ).

## Строительство
На данный момент идёт строительство Дзержинской линии и решается вопрос, какая линия по счёту будет третьей в очереди Новосибирского метрополитена — Первомайская или Кировская. Проект Кировской линии с 8 станциями утверждён в 1996 году. О планах включения Октябрьской линии в рассмотрение заявок в качестве кандидата на третью очередь метрополитена, равно как и о ближайших планах по её возведению, не заявлялось.